# Clypeodytes bicornis
Clypeodytes bicornis är en skalbaggsart som beskrevs av Bilardo och Pederzani 1978. Clypeodytes bicornis ingår i släktet Clypeodytes och familjen dykare. Inga underarter finns listade i Catalogue of Life.